# Nikołaj Archipow (lotnik)
Nikołaj Arsientjewicz Archipow (ros. Николай Арсентьевич Архипов, ur. 23 października 1918 we wsi Putienkowo obecnie w obwodzie jarosławskim, zm. 31 lipca 2003 w Rostowie nad Donem) – radziecki lotnik wojskowy, pułkownik, Bohater Związku Radzieckiego (1943).

## Życiorys
Urodził się w rodzinie chłopskiej. Od 1929 mieszkał z rodzicami w Rybińsku, gdzie skończył szkołę uniwersytetu fabryczno-zawodowego, pracował w fabryce maszyn i ukończył aeroklub. Od 1939 służył w Armii Czerwonej, w 1940 ukończył wojskową szkołę lotniczą w Stalingradzie, od lipca 1941 uczestniczył w wojnie z Niemcami, w 1942 został członkiem WKP(b). Jako dowódca eskadry 32 pułku lotnictwa myśliwskiego 256 Dywizji Lotniczej 2 Armii Powietrznej Frontu Woroneskiego do połowy czerwca 1943 wykonał 275 lotów bojowych i stoczył 134 walki powietrzne, strącając osobiście 11 i w grupie 8 samolotów wroga. Otrzymał za to tytuł Bohatera Związku Radzieckiego. Latem 1943 brał udział w bitwie pod Kurskiem, później w dalszych walkach, m.in. na terytorium Litwy. Łącznie podczas wojny wykonał 382 loty bojowe (w tym 31 zwiadowczych i 41 szturmowych) i stoczył 148 walk powietrznych, w których strącił 26 samolotów wroga. W 1948 ukończył wyższe lotnicze kursy taktyczne, a w 1953 kursy doskonalenia kadry oficerskiej przy Akademii Wojskowo-Powietrznej, od 1955 służył w wojskach obrony przeciwlotniczej, w 1975 zakończył służbę wojskową.

## Odznaczenia
- Złota Gwiazda Bohatera Związku Radzieckiego (28 września 1943)
- Order Lenina
- Order Czerwonego Sztandaru (dwukrotnie)
- Order Wojny Ojczyźnianej I klasy (dwukrotnie)
- Order Czerwonej Gwiazdy (dwukrotnie)
- Medal „Za zasługi bojowe”